# 에드워드 로리 노턴
에드워드 로리 노턴(Edward Lawry Norton, 1898년 7월 28일 ~ 1983년 1월 28일)은 미국의 과학자이다.
메인 대학교와 매사추세츠 공과대학교를 다녔다. 1922년에 MIT에서 전자공학 학사를, 1925년에 컬럼비아 대학교에서 석사를 받았다.
벨 연구소에 재직 중 노턴의 정리를 발표했다.